# Пискюлеста катерица
Пискюлестата катерица (Sciurus aberti) е вид бозайник от семейство Катерицови (Sciuridae).

## Разпространение и местообитание
Разпространен е в Мексико и САЩ.